# Eliseevknattane
Die Eliseevknattane (norwegisch für russisch Скалы Елисеева Skaly Elissejewa) sind vier kleine Nunatakker im ostantarktischen Königin-Maud-Land. Im südlichen Teil der Payergruppe in der Hoelfjella ragen sie in der Gebirgsgruppe Linnormen auf.
Russische Wissenschaftler benannten sie. Der Namensgeber ist nicht überliefert. Wissenschaftler des Norwegischen Polarinstituts übertrugen diese Benennung 1991 ins Norwegische.